# Merucola granulatus
Merucola granulatus is een hooiwagen uit de familie Assamiidae.